# Łąki w okolicach Kluczborka nad Stobrawą
Łąki w okolicach Kluczborka nad Stobrawą este o arie protejată (sit de importanță comunitară — SCI) din Polonia întinsă pe o suprafață de 356,65 ha, integral pe uscat.

## Localizare
Centrul sitului Łąki w okolicach Kluczborka nad Stobrawą este situat la coordonatele 50°58′29″N 18°09′02″E / 50.9748°N 18.1506°E.

## Înființare
Situl Łąki w okolicach Kluczborka nad Stobrawą a fost declarat sit de importanță comunitară în octombrie 2009 pentru a proteja 3 specii de animale.

## Biodiversitate
Situată în ecoregiunea continentală, aria protejată nu include niciun habitat protejat.
La baza desemnării sitului se află mai multe specii protejate de  nevertebrate (3): fluturele purpuriu (Lycaena dispar), Lycaena helle, Phengaris nausithous.